# Сент-Мартін-ін-зе-Філдс

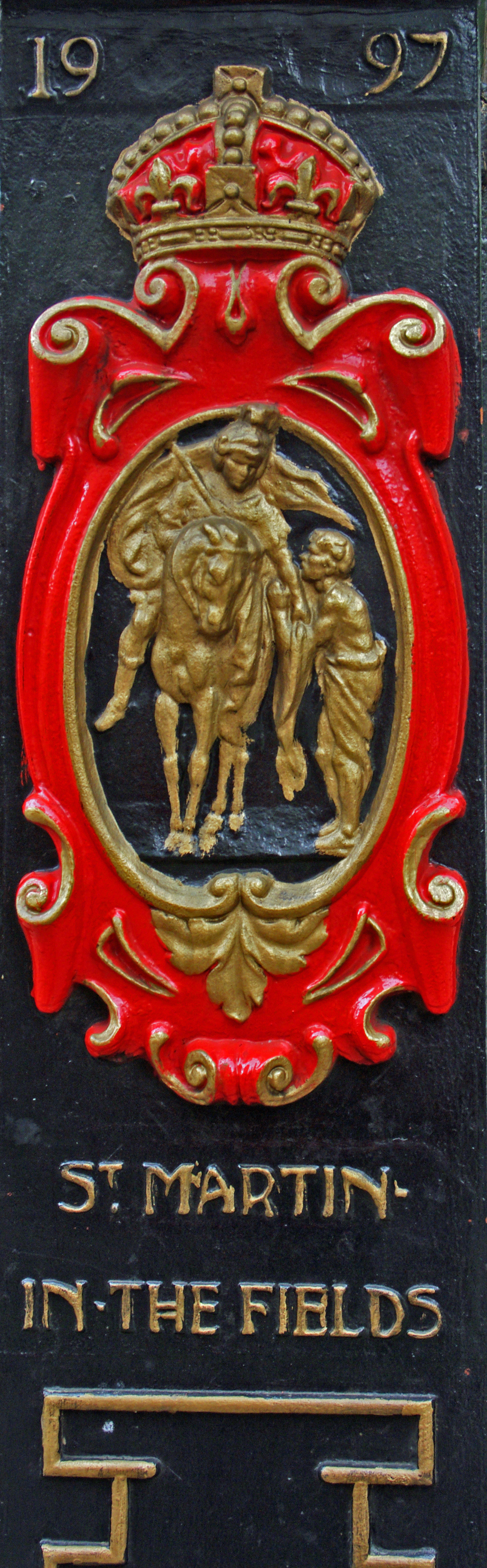
Деталь лондонського ліхтарного стовпа

Сент-Мартін-ін-зе-Філдс або церква Святого Мартина-на-полях (англ. St Martin-in-the-Fields) — англіканська церква, розташована на північно-східному куті Трафальгарської площі у Вестмінстері, Лондон, Велика Британія. Церква присвячена святому Мартину Турському. На цьому місці церква існувала з Середніх віків. Сучасна будівля створена Джеймсом Гіббсом у 1722—1726 роках у неокласичному стилі.

## Історія

### Римські часи
Проведені при реставрації церкви 2006 року розкопки знайшли поховання бл. 410 р.н. е.. Місце поховання знаходилось за межами мурів римського Лондону, що було звичайною практикою тих часів, але цікавим було, наскільки далеко воно було, і це розпочало процес переоцінки ролі Вестмінстера в ті часи. Деякі дослідники вважають поховання ознакою християнського центру тих часів (з можливим використанням місця або будівлі язичницького храму).

### Часи середньовіччя та Тюдорів

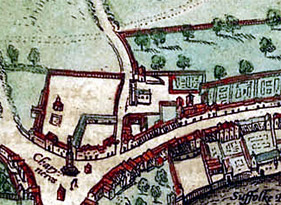
Церква Святого Мартина та Чарінг-Крос бл. 1562 р.

Найранніше відоме свідчення про церкву датується 1222 роком, коли існувала суперечка між аббатом Вестмінстера та єпископом Лондона за контроль над церквою, які архієпископ Кентерберійський вирішив на користь Вестмінстера і церквою почали користуватися монахи Вестмінстерського абатства.
Пізніше церква занепала, але Генріх VIII 1542 року відбудував церкву, щоб хворі на чуму не проходили через його палац у Вайтхоллі. На той час церква була буквально «на полях», в ізольованому положеннями між містами Вестмінстер та Лондон.

### 17-те сторіччя
На початок правління Якова I церква стала замалою для приходу через значне зростання населення довкола і 1606 року король подарував акт землі на захід від вулиці Сент-Марнтінс-Лейн для нового церковного двору і церква була розширена на схід на старе кладовище, що збільшило її площу десь наполовину, а також була «відремонтована та прикрашена». Пізніше у 17 ст. вона знов була розширена додаванням галерей.
В результаті на початку 18 ст. церква була цегляною, заштукатероною з кам'яними накладками. Дах був з черепиці, та існувала вежа з контрфорсами. Стеля вела невеликий вигін та підтримувалась «стовпами тосканського та сучасного готичного ордеру» за словами сучасника Едварда Хаттона Внутрішні стіни центрального простору були обкладені дубовими панелями до висоти 1,8 метри, а галереї — розмальовані. Церква мала розміри бл. 25,6 метрів у довжину та 18,9 метрів у ширину, а вежа сягала бл. 27,4 метри у висоту.
У цей період у церкві були поховані ряд відомих людей, серед них Роберт Бойль та Нелл Ґвін.

### Відбудова
Огляд 1710 року показав, що стіни та стеля церкви руйнуються. У 1720 році англійський парламенти видав акт про відбудову церкви, яким дозволив зібрати на відбудову з прихожан £22 000 податків. Поруч була збудована тимчасова церква, а у газетах друкували оголошення, що останки та пам'ятники похованих у церкві можуть бути забрані родичами для перепоховання.
Замовники перебудови обрали для проектування нової церкви Джеймса Гіббса. Спочатку він пропонував церкву з круглою навою та купольною стелею, але замовники визнали такі плани дуже дорогими. Тоді Гіббс запропонував простіший, прямокутний план, який вони прийняли. Наріжний камінь був закладений 19.03.1722 р., а останній камінь у шпиль поставили у грудні 1724 р. Загальні витрати склали £33 661, включно з оплатою роботи архітектора.

### Сучасна церква

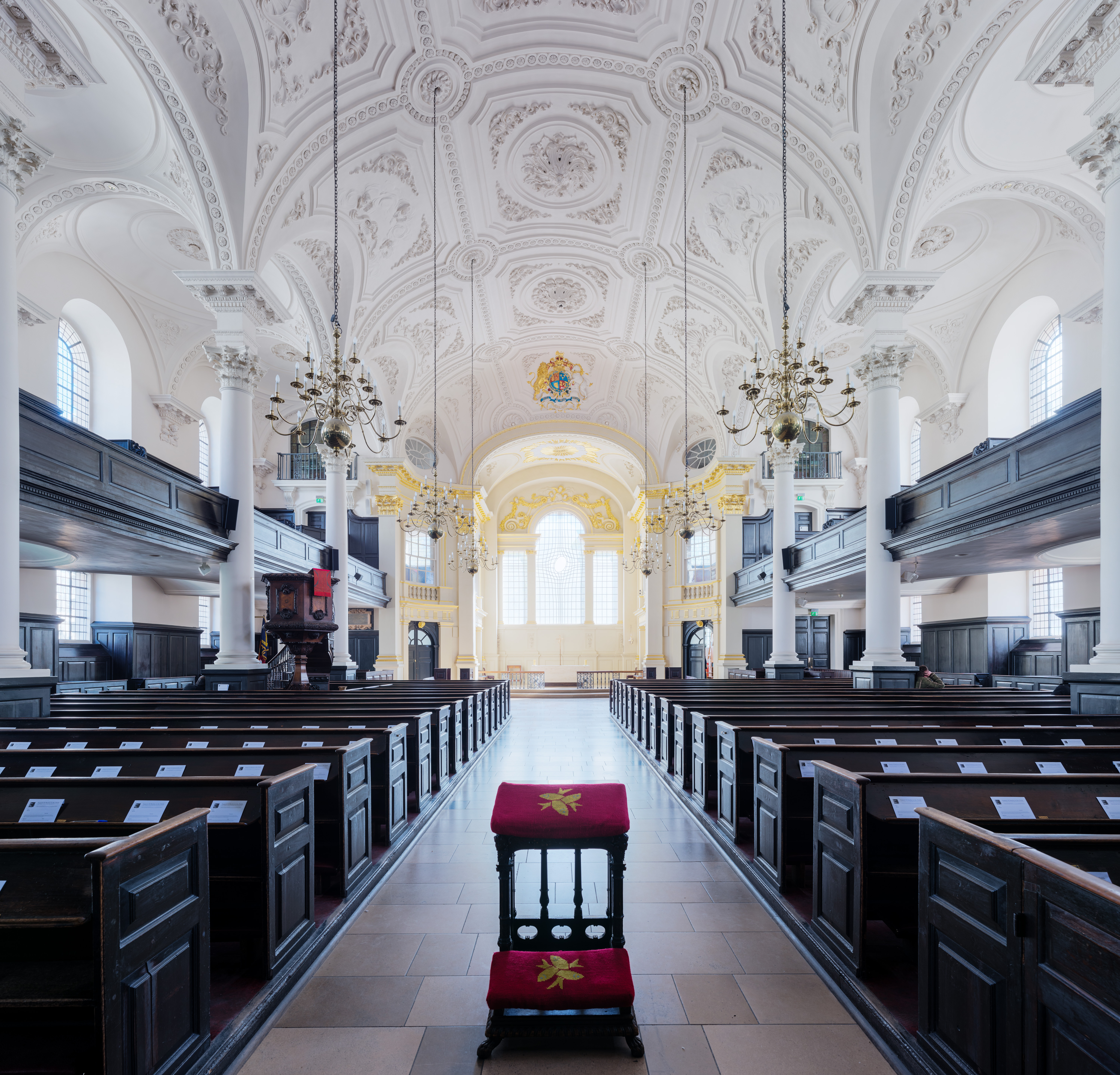
Інтер'єр церкви

Західний фасад церкви має портик з фронтоном, який підтримується гігантськими колонами коринфського ордеру, по шість в ряд. Ордер продовжується по периметру церкви пілястрами. При проектуванні церкви, Гіббс надихався роботами Крістофера Рена, але відійшов від них, інтегрувавши вежу в церкву. Замість того, щоб приєднати її до церкви як прибудову, він створив її у західній стіні, і вона піднімається над дахом одразу за портиком. Шпиль церкви має висоту 58,5 метрів над рівнем підлоги церкви.
Церква прямокутна в плані, з п'ятьма частинами центральної нави, відділеної від бокових аркадами колон коринфського ордеру. Над обома боковими навами та над західним входом облаштовані галереї. Нави мають сплюснуте бочкове склепіння, розділена на панелі ребрами. Панелі прикрашені стукко з херувимами, хмарами, черепашками та сувоями, створеними Джузеппе Артарі та Джованні Багутті.
До створення Трафальгарської площі у 1820-ті роки, церква була затиснута іншими будівлями на вулиці і не справляла сучасного враження. Спочатку архітектуру церкви сильно критикували, але поступово її почали широко копіювати, особливо у США. В Індії, церква Св. Андрія у Ченнаї є фактично копією церкви Св. Мартина.
Досить швидко у церкві почали ховати відомих людей приходу, наприклад тут поховані французький скульптор-емігрант Луї-Франсуа Рубільяк та виробник меблів Томас Чіппендейл (чия майстерня була на одній вулиці з церквою — Сент-Мартінз-Лейн).

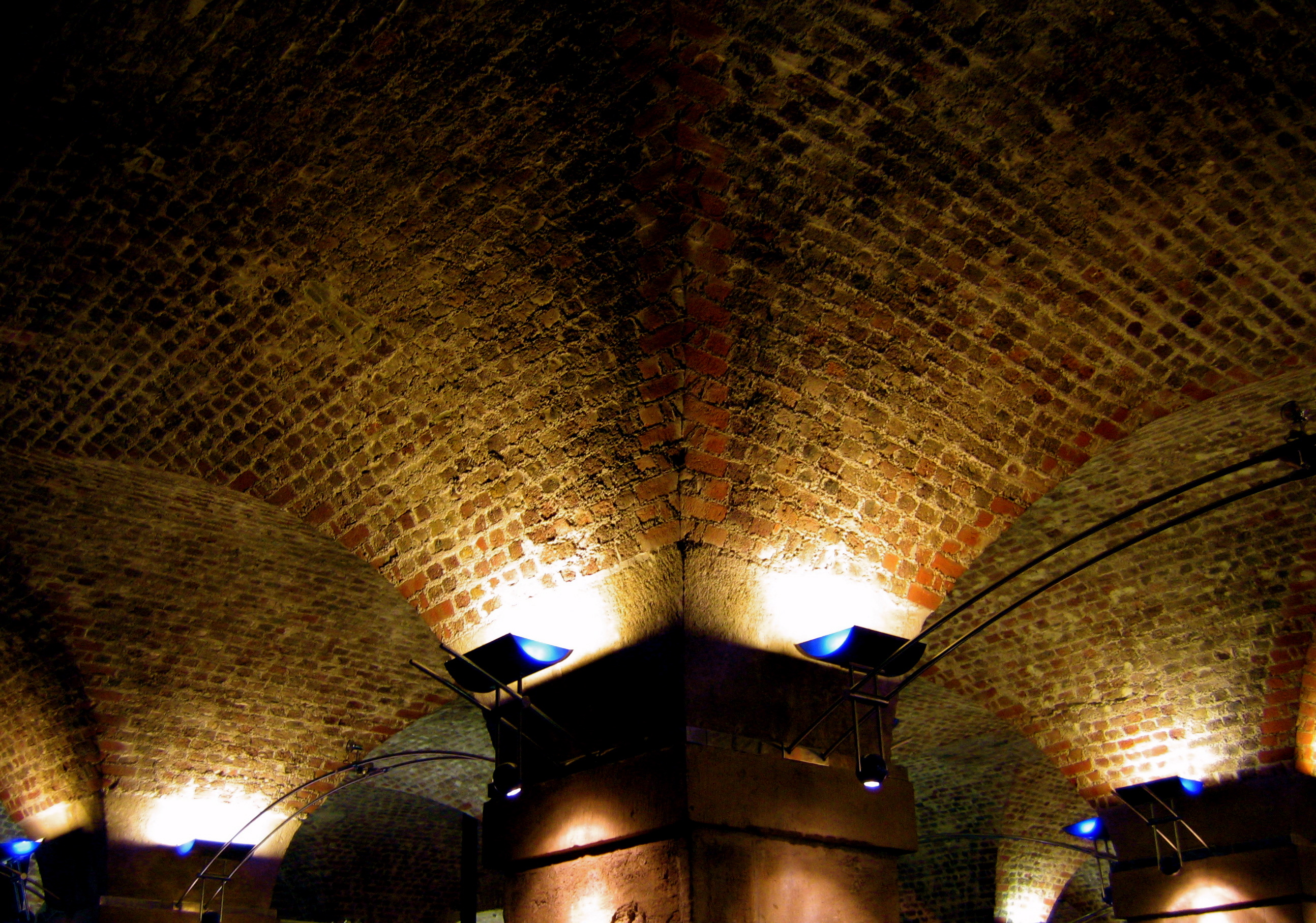
Стеля кафе у крипті

У січні 2006 року було розпочато реконструкцію вартістю £36 мільйонів, яка включала як ремонт самої церкви, так і проведення комунікацій до крипти церкви, ряду будівель на північ від неї та побудову значного підземного простору між ними. Витрати частково були покриті за рахунок гранту £15,35 млн від «Heritage Lottery Fund». Церква та крипта відкрилися влітку 2008 року.

## Зв'язки з короною
Церква має тісні зв'язки з британською королівською родиною, оскільки є їх приходською церквою, так само як і з Даунінг-стріт, 10 та Адміралтейством.